# Пам'ятки історії Білогірського району (Хмельницька область)
У Білогірському районі Хмельницької області згідно з даними управління культури, туризму і курортів Хмельницької облдержадміністрації перебуває 58 пам'яток історії, з яких 52 — це пам'ятні знаки та могили воїнів.
| № пп | Охорон. номер | Найменування                                                                                                  | Місцезнаходження                        | Рік встановлення | Автор                                                                    |
| ---- | ------------- | --- | --------------------------------------- | ---------------- | ------------------------------------------------------------------------ |
| 1    | 104           | Пам'ятний знак на честь воїнів-земляків (працівників МТС)                                                     | смт Білогір'я, вул. Миру, 6             | 1987             | місцеві майстри                                                          |
| 2    | 103           | Пам'ятний знак на честь воїнів-земляків                                                                       | смт Білогір'я, вул. Шевченка, 39        | 1969             | Львівська КСФ                                                            |
| 3    | 100           | Братська могила радянських воїнів                                                                             | смт Білогір'я, вул. Шевченка, 60        | 1957 заміна 1986 | Львівська КСФ                                                            |
| 4    | 2120          | Пам'ятний знак на честь воїнів-односельчан                                                                    | с. Баймаки                              | 1974             | місцеві майстри                                                          |
| 5    | 99            | Меморіальний комплекс: Братська могила воїнів Таращанського полку; Пам'ятний знак на честь воїнів-односельчан | с. Велика Боровиця                      | 1959             | місцеві майстри                                                          |
| 6    | 105           | Пам'ятний знак на честь воїнів-односельчан                                                                    | с. Великі Калетинці                     | 1964             | місцеві майстри                                                          |
| 7    | 1676          | Пам'ятний знак на честь воїнів-односельчан                                                                    | с. Вікнини                              | 1976             | Львівська КСФ                                                            |
| 8    | 2200005       | Братська могила радянських воїнів                                                                             | с. Вікнини                              | 1995             | місцеві майстри                                                          |
| 9    | 106           | Пам'ятний знак на честь воїнів-односельчан                                                                    | с. Вільшаниця                           | 1969             | Львівська КСФ                                                            |
| 10   | 2200006       | Могила рядового П. М. Калинова                                                                                | с. Водички урочище «Соснини»            | 2005             | місцеві майстри                                                          |
| 11   | 107           | Пам'ятний знак на честь воїнів-односельчан                                                                    | с. Воробіївка                           | 1969             | Рівненська ХВМ                                                           |
| 12   | 2200006       | Могила рядового А. Т. Данильченка                                                                             | с. Воробіївка кладовище                 | 1988             | місцеві майстри                                                          |
| 13   | 108           | Пам'ятний знак на честь воїнів-односельчан                                                                    | с. В'язовець                            | 1968             | Львівська КСФ                                                            |
| 14   | 2114          | Могила радянських воїнів                                                                                      | с. Гулівці                              | 1956             | місцеві майстри                                                          |
| 15   | 1672          | Пам'ятний знак на честь воїнів-односельчан                                                                    | с. Гулівці                              | 1973             | Львівська КСФ                                                            |
| 16   | 109           | Пам'ятний знак на честь воїнів-односельчан                                                                    | с. Денисівка                            | 1968             | місцеві майстри                                                          |
| 17   | 1684          | Пам'ятний знак на честь воїнів-односельчан                                                                    | с. Дідківці                             | 1964             | Київське ХВО «Художник» скульптор — А. Футернюк, архітектор — І. Сомішко |
| 18   | 2115          | Братська могила радянських воїнів                                                                             | с. Жижниківці                           | 1951             | місцеві майстри                                                          |
| 19   | 2200008       | Могила Героя Радянського Союзу В. П. Майборського                                                             | с. Зіньки кладовище                     | 1990             | місцеві майстри                                                          |
| 20   | 110           | Пам'ятний знак на честь воїнів-односельчан                                                                    | с. Йосипівці                            | 1968             | місцеві майстри                                                          |
| 21   | 2121          | Пам'ятний знак на честь воїнів-односельчан                                                                    | с. Кащенці                              | 1974             | місцеві майстри                                                          |
| 22   | 2200009       | Могила радянських воїнів                                                                                      | с. Кащенці кладовище                    | 1995             |                                                                          |
| 23   | 1685          | Пам'ятний знак на честь воїнів-односельчан                                                                    | с. Коритне                              | 1956             | Львівська КСФ                                                            |
| 24   | 111           | Пам'ятний знак на честь воїнів-односельчан                                                                    | с. Кур'янки                             | 1968             | місцеві майстри                                                          |
| 25   | 2113          | Могили радянських воїнів (3)                                                                                  | с. Лепесівка                            | 1950             | місцеві майстри                                                          |
| 26   | 2122          | Пам'ятний знак на честь воїнів-односельчан                                                                    | с. Ліски                                | 1974             | місцеві майстри                                                          |
| 27   | 112           | Пам'ятний знак на честь воїнів-односельчан                                                                    | с. Мала Боровиця                        | 1967             | місцеві майстри                                                          |
| 28   | 2200010       | Могила воїна Червоної Армії Урусова                                                                           | с. Малі Калетинці кладовище             | 2005             | місцеві майстри                                                          |
| 29   | 113           | Пам'ятний знак на честь воїнів-односельчан                                                                    | с. Малі Калетинці                       | 1969             | місцеві майстри                                                          |
| 30   | 1675          | Пам'ятний знак на честь воїнів-односельчан                                                                    | с. Миклаші                              | 1977             | Львівська КСФ                                                            |
| 31   | 114           | Пам'ятний знак на честь воїнів-односельчан                                                                    | с. Міжгір'я                             | 1969             | місцеві майстри                                                          |
| 32   | 2200011       | Могила воїна Червоної Армії                                                                                   | с. Мокроволя біля мосту через р. Горинь | 1991             | місцеві майстри                                                          |
| 33   | 115           | Пам'ятний знак на честь воїнів-односельчан                                                                    | с. Мокроволя                            | 1968             | Львівська КСФ                                                            |
| 34   | 116           | Пам'ятний знак на честь воїнів-односельчан                                                                    | с. Паньківці                            | 1969             | Львівська КСФ                                                            |
| 35   | 117           | Пам'ятний знак на честь воїнів-односельчан                                                                    | с. Переросле                            | 1967             | місцеві майстри                                                          |
| 36   | 118           | Пам'ятний знак на честь воїнів-односельчан                                                                    | с. Погорільці                           | 1968             | місцеві майстри                                                          |
| 37   | 1677          | Пам'ятний знак на честь воїнів-односельчан                                                                    | с. Семенів                              | 1973             | місцеві майстри                                                          |
| 38   | 2200012       | Могила радянського воїна                                                                                      | 1,5 км на захід від с. Семенів          | 1973             | місцеві майстри                                                          |
| 39   | 119           | Пам'ятний знак на честь воїнів-односельчан                                                                    | с. Сивки                                | 1965             | місцеві майстри                                                          |
| 40   | 2116          | Братська могила радянських воїнів                                                                             | с. Синютки                              | 1954             | місцеві майстри                                                          |
| 41   | 101           | Братська могила радянських воїнів                                                                             | с. Соснівка                             | 1968             | місцеві майстри                                                          |
| 42   | 120           | Пам'ятний знак на честь воїнів-односельчан                                                                    | с. Соснівка                             | 1968             | Львівська КСФ                                                            |
| 43   | 121           | Пам'ятний знак на честь воїнів-односельчан                                                                    | с. Ставищани                            | 1968             | місцеві майстри                                                          |
| 44   | 122           | Пам'ятний знак на честь воїнів-односельчан                                                                    | с. Степанівка                           | 1969             | місцеві майстри                                                          |
| 45   | 123           | Пам'ятний знак на честь воїнів-односельчан                                                                    | с. Сушівці                              | 1967             | місцеві майстри                                                          |
| 46   | 1680          | Братська могила жертв фашизму                                                                                 | с. Тростянка                            | 1967             | місцеві майстри                                                          |
| 47   | 124           | Пам'ятний знак на честь воїнів-односельчан                                                                    | с. Хорошів                              | 1969             | місцеві майстри                                                          |
| 48   | 2200013       | Могила радянського воїна                                                                                      | с. Хорошів                              | 1948             | місцеві майстри                                                          |
| 49   | 2200014       | Могила радянського воїна                                                                                      | с. Червоне кладовище                    | 1990             | місцеві майстри                                                          |
| 50   | 2200015       | Могила партизана В. Ф. Ювка                                                                                   | с. Червоне кладовище                    | 1990             | місцеві майстри                                                          |
| 51   | 125           | Пам'ятний знак на честь воїнів-односельчан                                                                    | с. Шимківці                             | 1966             | місцеві майстри                                                          |
| 52   | 2200016       | Могила рядового Р.Аксимова                                                                                    | с. Шимківці кладовище                   | 1985             | місцеві майстри                                                          |
| 53   | 126           | Пам'ятний знак на честь воїнів-односельчан                                                                    | с. Шуньки                               | 1964             | місцеві майстри                                                          |
| 54   | 1687          | Пам'ятний знак на честь воїнів-односельчан                                                                    | с. Ювківці                              | 1959             | Львівська КСФ                                                            |
| 55   | 127           | Пам'ятний знак на честь воїнів-односельчан                                                                    | с. Юрівка                               | 1964             | Львівська КСФ                                                            |
| 56   | 102           | Братська могила радянських воїнів                                                                             | смт Ямпіль, вул. Леніна, 51             | 1951             | Львівська КСФ                                                            |
| 57   | 128           | Пам'ятний знак на честь воїнів-земляків                                                                       | смт Ямпіль вул. Поштова, 5              | 1968 заміна 2005 | Львівська КСФ                                                            |
| 58   | 2200017       | Могила рядового Є.Киричука                                                                                    | смт Ямпіль кладовище                    | 1984             | місцеві майстри                                                          |
|      |               | |                                         |                  |                                                                          |